# قائمة الأحزاب السياسية في العراق
تضم هذه القائمة أبرز الأحزاب السياسية في العراق:
1. حزب البعث العربي الإشتراكي
2. حزب الدعوة الإسلامية
3. حركة الوفاق الوطني العراقي
4. التيار الصدري
5. المجلس الأعلى الإسلامي العراقي
6. الحزب الإسلامي العراقي
7. الحزب الشيوعي العراقي
8. حزب الامة العراقي
9. الحركة الديمقراطية الآشورية
10. مؤتمر صحوة العراق
11. المؤتمر الوطني العراقي
12. الجبهة العراقية للحوار الوطني
13. الحزب الديمقراطي الكردستاني
14. جبهة التوافق
15. الجبهة التركمانية العراقية
16. الاتحاد الوطني الكردستاني
17. الحركة الوطنية للاصلاح والتنمية (الحل)
18. الحزب الوطني الآشوري
19. حزب الفضيلة
20. حزب اليبرالي الايزدي
21. منظمة العمل الإسلامي
22. تجمع الوحدة الوطنية العراقي
23. الحزب الوطني العراقي
24. الحزب الدستوري العراقي
25. حزب التحرير الإسلامي - ولاية العراق
26. التيار الغربي الوطني/التيار الوطني الغربي
27. حزب النشور

1. الحزب الليبرالي الديمقراطي العراقي
2. الحزب الديمقرطي الايزيدي"PDÊ"
3. الحركة لايزيدية من اجل الإصلاح والتقدم
4. حزب التقدم الايزيدي
5. حزب المستقبل

1. الحزب الايزيدي من اجل الحرية والديمقراطية
2. الحزب السوسيايستي الكردستاني
3. حراك الجيل الجديد
4. حزب المستقبل الايزيدي
5. الاتحاد الوطني الكردستاني
6. حزب البيت الوطني
7. حركة إمتداد
8. حركة نازل أخذ حقي